# Megginch Castle
Megginch Castle ist eine restaurierte Niederungsburg aus dem 15. Jahrhundert nördlich des Dorfes Errol in der schottischen Council Area Perth and Kinross. Sie war der Familiensitz von Cherry Drummond, 16. Baroness Strange. Heute wohnt dort Lady Stranges Tochter, Catherine Star Violetta Herdman und ihr Gatte.

## Geschichte
Megginch Castle wurde 1575 erbaut, enthält aber einen Turm und eine Festung aus dem Jahre 1460. In den 1680er-Jahren wurde die Burg umgebaut. Um 1790 erfolge ein Anbau mit bogenförmiger Fassade, die von den Architekten R. und J. Adam gestaltet wurde und unvollendet blieb, im Südwesten. 1820 wurde im Nordosten ein weiterer Flügel sowie im Norden eine Vorhalle angebaut, die Architekt W. M. Mackenzie entwarf. 1928 änderten Mills & Shepherd Vorhalle, Korridor und Innenräume ab. Nach einem Brand stellte man in den Jahren 1969–1970 den Originalzustand wieder her.

## Beschreibung
Die Burg wurde aus Bruchsteinblocks mit Werkstein- und Betonrändern erbaut. Sie besitzt Zinnen und Konsolen.
Die südliche Fassade ist die Eingangsfassade, hat drei Stockwerke und sechs Joche sowie symmetrisch angeordnete Fenster. Im ersten Obergeschoss befindet sich ein großes Fenster und in der Mitte des 2. Obergeschosses ein Wappenstein mit der Jahreszahl 1820. Der Eingang führt durch einen zweistöckigen Rundturm mit Ziergiebel.
Die Westfassade zeigt zum Garten. Das nördliche Joch ist zurückgesetzt und hat ein großes Fenster im 1. Obergeschoss und kleine Öffnungen darüber. An der Ecke sitzt ein vorspringendes Türmchen mit konischem Dach. Die übrigen Joche sind zinnenbewehrt. Das breite Mitteljoch hat asymmetrisch angeordnete, kleine Fenster. Links davon befindet sich ein gerundetes Treppenjoch im Innenwinkel mit Tür im Erdgeschoss und Fenster darüber. Rechts daneben liegt ein Joch mit Bogenfassade aus dem Jahr 1790 mit Fenstern in jedem Stockwerk; das im ersten Stock ist größer und zu einer Türe mit Balkon erweitert.
Die Nordfassade hat asymmetrisch angeordnete Fenster. Die Vorhalle von 1928 ist vorgelagert und hat eine Rundbogentür in der Mitte. Die äußeren Joche sind zurückgesetzt. In der Mitte sitzt ein Turm, der einen vorspringenden Aufsatz mit Staffelgiebel und Dachfahne hat. An den Ecken der Fassade sind vorspringende Ecktürmchen mit konischen Dächern.
Die Ostfassade zeigt eine Reihe unterschiedlichster Details, zum Beispiel ein vorspringendes, einstöckiges Joch auf der linken Seite, ein großes Fenster mit mehreren Scheiben im zurückgesetzten Mitteljoch, einen vorspringenden Flügel auf der rechten Seite mit Fenster mit behauener Verdachung im 2. Obergeschoss, das wieder zurückspringt, und einen gekanteten Erker mit hervorspringendem Balkon im 1. Obergeschoss.
Historic Scotland hat die Burg als historisches Bauwerk der Kategorie A gelistet.

## Gärten
Es handelt sich um einen Landschaftsgarten mit terrassiertem Garten auf der Westseite der Burg mit etlichen Bauwerken aus Stein, zum Beispiel einen griechischen Tempel und verschiedene Statuen.
In den Gärten von Megginch Castle findet man Bäume, wie zum Beispiel alte Eiben, und Formschnittbäume. Die Gärten wurden in das Inventory of Gardens and Designed Landscapes in Scotland aufgenommen und Historic Scotland hat sie als historische Anlage gelistet.